# Ferhat Poyraz
Ferhat Poyraz (* 12. November 1993 in Saint-Josse-ten-Noode) ist ein belgisch-türkischer Fußballspieler.

## Karriere

### Vereine
Poyraz kam als Sohn türkischer Einwanderer in Saint-Josse-ten-Noode auf die Welt und erlernte hier das Fußballspielen in der Jugend diverser Amateurvereine. 
Zur Saison 2012/13 wechselte er vom belgischen Verein Prosoccer in die türkische TFF 1. Lig zu Adanaspor. Die Hinrunde seiner ersten Saison bei Adanaspor absolvierte er fünf Liga- und zwei Pokalspiele. Für die Rückrunde der gleichen Spielzeit wurde er dann an den Viertligisten İskenderunspor 1967 ausgeliehen und kehrte zum Saisonende zu Adanaspor zurück. Im Sommer 2014 wurde sein Vertrag mit Adanaspor aufgelöst.

### Nationalmannschaft
Ende 2012 wurde er in den Kader der türkischen U-20-Nationalmannschaft nominiert und gab gegen die dänische U-20-Nationalmannschaft sein Länderspieldebüt.
Im Rahmen der U-20-Fußball-Weltmeisterschaft 2013 wurde er in das Turnieraufgebot der türkische U-20-Nationalmannschaft berufen.